# Standvogel
Als Standvogel oder Jahresvogel werden Vogelarten bezeichnet, die ganzjährig in einem Gebiet bleiben. Anders als Zugvögel führen sie keine regelmäßigen saisonalen Wanderungen durch. Beim Saisonwechsel suchen sie auch keine regionalen Nachbarregionen auf, wie Strichvögel das tun. Zu den Standvögeln gehören in Mitteleuropa zum Beispiel der Haussperling (Spatz), die Kohlmeise, die Elster, der Habicht, der Waldkauz, der Uhu und die Taube.